# Skinfaxe

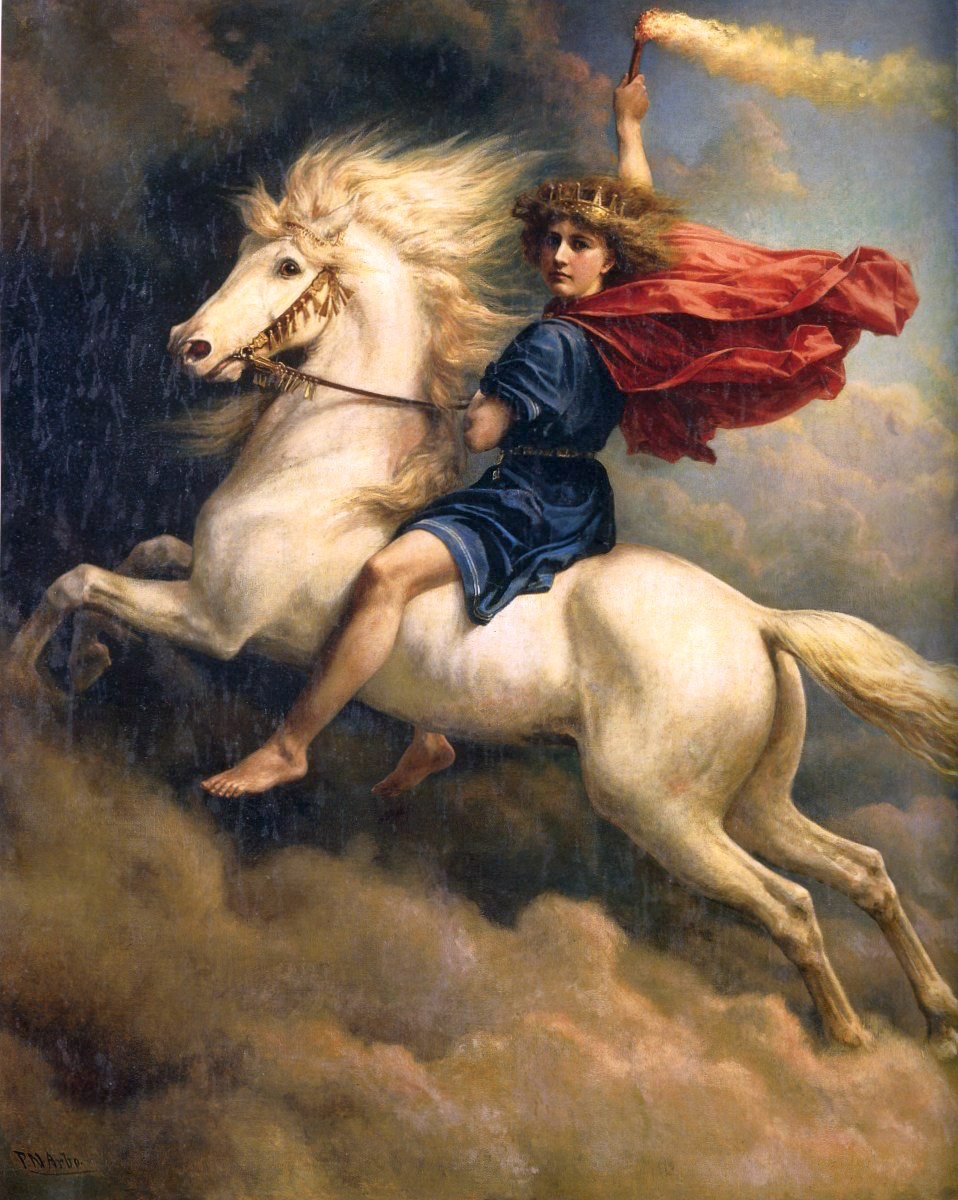
Dag på Skinfaxe. Målning av Peter Nicolai Arbo.

Skinfaxe, fornvästnordiska Skinfaxi, (”han med den lysande manen”) är i nordisk mytologi den häst som Dag red på över himlavalvet när Dags moder Natt gått till vila. Hästen drar solen eller dagen över himlavalvet.